# Nacionalanarquisme
El Nacional-anarquisme és una ideologia dretana i nacionalista que advoca pel separatisme racial, nacionalisme racial, etnonacionalisme i puresa racial. Els nacional-anarquistes afirmen sincretitzar el nacionalisme ètnic neotribal amb l'anarquisme filosòfic, principalment en el seu suport a una societat sense estat mentre rebutgen la filosofia social anarquista. La principal innovació ideològica del nacional-anarquisme és el seu anti-estat i ultranacionalisme palingenèsic. Els nacional-anarquistes defensen comunitats homogènies en lloc de l'estat nació. Afirmen que els de diferents grups ètnics o racials serien lliures de desenvolupar-se per separat a les seves pròpies comunes tribals alhora que s'esforcen per ser políticament meritocràtics, econòmicament no capitalistes, ecològicament sostenibles i socialment i culturalment tradicionals.
Tot i que el terme nacional-anarquisme es remunta a la dècada de 1920, el moviment nacional-anarquista contemporani ha estat proposat des de finals de la dècada de 1990 per l'activista polític britànic Troy Southgate, que el posiciona com "més enllà d'esquerra i dreta". Els estudiosos que han estudiat el nacional-anarquisme conclouen que representa una evolució més en el pensament de la dreta radical més que una dimensió completament nova en l'espectre polític. El nacionalanarquisme és considerat pels anarquistes com un canvi de marca del feixisme i un oxímoron a causa de la contradicció inherent de la filosofia anarquista de l'antifeixisme, l'oposició a la jerarquia i el suport a la igualtat universal entre les diferents nacionalitats com a incompatibles amb la idea d'una síntesi entre anarquisme i feixisme.
El nacional-anarquisme ha suscitat l'escepticisme i l'hostilitat total dels crítics tant d'esquerra com d'extrema dreta. Els crítics acusen els nacional-anarquistes de ser etnonacionalistes que promouen una forma comunitària i racialista de separatisme ètnic i racial mentre "volen" el militant chic d'anomenar-se anarquistes sense bagatge històric i filosòfic que es diria que ha d'acompanyar aquesta reivindicació, inclosa la la filosofia anarquista igualitària antiracista i les contribucions dels anarquistes jueus. Alguns estudiosos són escèptics que la implementació de l'anarquisme nacional donaria lloc a una expansió de la llibertat i la descriuen com un antiestatisme autoritari que donaria lloc a autoritarisme i opressió, només a menor escala.

## Història

### Orígens i Troy Southgate
El terme nacional-anarquista es remunta a la dècada de 1920, quan Helmut Franke, un escriptor conservador alemany, el va utilitzar per descriure la seva posició política. No obstant això, serien els escrits d'altres membres del moviment revolucionari conservador com Ernst Jünger els que més tard aportarien la base filosòfica del moviment nacional-anarquista contemporani. Keith Preston, una influència en el moviment nacional-anarquista nord-americà, "combina influències basades als Estats Units" com ara "moviments llibertaris, de dretes cristians, neonazis i patriotes als Estats Units" amb idees extretes de la tradició europea de la Nova Dreta, una branca "descentralista de dreta" del "feixisme clàssic" i del moviment revolucionari conservador alemany dels anys 20 i 30, les figures del qual "van influir, però majoritàriament es van situar fora del moviment nazi".
A mitjans dels anys noranta, Troy Southgate, antic membre del Front Nacional d'extrema dreta britànic i fundador de la Tercera Posició Internacional, va començar a allunyar-se de l'estrasserisme i el distributisme catòlic cap a l'anarquia postesquerra i l'anarquisme verd primitivista articulat en Richard al llibre de Hunt de 1997 To End Poverty: The Starvation of the Periphery by the Core. Tanmateix, Southgate va fusionar la seva ideologia amb el conservadorisme tradicionalista radical de l'esoterista italià Julius Evola i l'etnopluralisme i el nacionalisme paneuropeu del filòsof francès de la Nouvelle Droite Alain de Benoist per crear una nova forma de nacionalisme revolucionari anomenada "nacional-anarquisme".
Graham D. Macklin escriu que, tot i que "[a] primera vista, la 'total bogeria' d'aquest incongruent sincretisme ideològic podria ser descartada com una mica més que un intent quixotec de clavar una clavilla quadrada en un forat rodó o un acte entremaliat del dadaisme feixista'", l'anarquisme nacional "apareix com una de les moltes respostes grupals a la globalització, l'antipatia popular cap a la qual Southgate va tractar d'aprofitar alineant la NRF amb el ressorgiment de l'anarquisme del qual s'atribuïa els herois i les consignes, i les crítiques sofisticades d'aquest a les institucions capitalistes globals i el poder de l'estat absorbit i, en el cas de l'artista anarquista Clifford Harper, de les imatges evocadores del qual es va apropiar indegudament".
Southgate va afirmar que el seu desig d'una "Anglaterra monoracial" no era "racista" i que va buscar "l'etnopluralisme (és a dir, l'apartheid racial) per defensar la cultura blanca indígena de la "mort" de la societat multiracial". En afirmar que defensava la "diversitat humana", Southgate "va defensar la repatriació "humana" i la reordenació del món segons blocs de colors segregats per raça" i "una política radical de descentralització econòmica i política" en què les regions del Regne Unit "estaven" governant-se segons els principis econòmics del distributisme catòlic i un esquema de redistribució de la riquesa modelat en el sistema de gremis medieval. El consegüent creixement de l'empresa privada i la propietat comuna dels mitjans de producció posaria fi a la "guerra de classes" i, per tant, la raó de ser del marxisme, i també fomentaria una economia nacionalista orgànica aïllada de la intervenció "estrangera". Políticament, "les regions es regirien pel concepte de 'govern popular' exaltat per Gaddafi. La consegüent restauració de la llibertat econòmica i política restabliria el vincle entre "sang i terra" que permetria a la gent superar l'"onada de maldat i brutícia liberal que ara arrasa tot el nostre continent". Es mantindria la "llei natural" i es prohibiria l'avortament, la barreja de races i l'homosexualitat".
Sobre la visió de Southgate de la cultura occidental, Graham D. Macklin escriu que està "saturat d'un profund pessimisme temperat per la creença optimista que només amb 'una derrota completa i absoluta' es pot eliminar el materialisme tebi i substituir-lo per l'"edat daurada" de la tradició "Evoliana", amb un retorn dels gibbelins de l'Edat Mitjana o l'"imperi medieval" del Sacre Imperi Romanogermànic abans que s'enfonsés en la "lluita interna" i les "travessies imperialistes" de l'estat nació". El desig de Southgate "de crear una identitat völkisch descentralitzada té les seves arrels en el ferment ideològic que s'apoderava de National Front News i Nationalism Today als anys vuitanta".
El 1998, inspirat en els conceptes de soldat polític i resistència sense líders, Southgate va formar la National Revolutionary Faction (NRF) com un sistema de cèl·lules clandestines de revolucionaris professionals que conspiraven per enderrocar l'estat britànic. L'NRF va subratllar que es tractava d'una "estratègia altament militant" i va aconsellar que alguns membres només podrien finançar l'organització. Southgate afirma que la NRF va participar en protestes contra la vivisecció l'agost de 2000 al costat dels sabotejadors de caça i el Front d'Alliberament Animal seguint una estratègia d'entrisme, però la seva única acció pública coneguda sota el nom nacional-anarquista va ser la de celebrar una fira d'heretges anarquistes l'octubre de 2000 en la qual van participar diversos grups marginals. Després que una coalició d'antifeixistes i anarquistes verds bloquegés la celebració de tres esdeveniments més el 2001, Southgate i la NRF van abandonar aquesta estratègia i es van retirar a difondre les seves idees en fòrums d'Internet. L'NRF feia temps que era conscient del poder de difusió d'Internet que li proporcionava un abast i una influència fins ara no disponibles per a la dreta grupuscular. Encara que Southgate va dissoldre el grup el 2003, la NRF es va convertir en part de la dreta radical euro-americana, una comunitat virtual de l'extrema dreta europea i americana que busca establir un nou pannacionalisme i etnoreligió amb la identitat de totes les persones que creuen que pertanyen a la "Raça ària".
Poc després, Southgate i altres associats de NRF es van involucrar amb Synthesis, la revista en línia d'un fòrum anomenat Cercle de la Rose Noire que buscava una fusió d'antiestatisme, metapolítica i ocultisme amb les preocupacions contemporànies dels moviments ambientals i de justícia global. Mitjançant les subcultures musicals (black metal i escenes musicals neofolk) i la creació de zones autònomes permanents per a les comunes neovölkisch, els nacional-anarquistes esperaven difondre les seves idees subversives a tota la societat per assolir l'hegemonia cultural. La idea nacional-anarquista s'estengué llavors arreu del món a través d'Internet, amb l'ajuda de grups com el Thule-Seminar que va crear llocs web als anys noranta. Als Estats Units només s'establiren però alguns llocs web, i no hi hagué una tendència a un augment constant.

### BANA
El nacional-anarquisme als Estats Units va començar com un moviment relativament obscur format per probablement menys de 200 individus liderats per Andrew Yeoman un dels anarquistes nacionalistes que formava part de Bay Area National Anarchists (anomenats BANA) amb seu a l'àrea de la badia de San Francisco i un parell d'altres grups al nord de Califòrnia i Idaho. Les organitzacions basades en la ideologia nacional-anarquista s'implantaren també a Rússia i han estat acusades de sembrar turbulències en el moviment ecologista a Alemanya. Hi ha adeptes a Austràlia, Anglaterra i Espanya, entre altres nacions. A l'àrea de la badia de San Francisco, BANA va començar a aparèixer en públic només a finals de 2007. Des d'aleshores, els membres de BANA van protestar al costat de la dreta cristiana amb cartells "Keep Our Children Safe" i van començar a formar "una aliança fugaç" amb l'American Front, un grup de skinheads supremacistes blancs amb seu a Califòrnia.
El 8 de setembre de 2007, el moviment antiglobalització es va mobilitzar a Sydney contra les polítiques econòmiques neoliberals oposant-se a la cimera de Cooperació Econòmica Àsia-Pacífic. Durant les protestes al carrer, els nacional-anarquistes es van infiltrar al bloc negre anarquista, però la policia els va haver de protegir de ser expulsats per activistes furiosos. Des de llavors, els nacional-anarquistes s'han sumat a altres marxes a Austràlia i als Estats Units. L'abril de 2008, els nacional-anarquistes van protestar en nom del moviment independentista tibetà contra el govern xinès durant el relleu de la torxa dels Jocs Olímpics d'estiu de 2008 tant a Canberra com a San Francisco. A partir d'aquestes experiències, es dedicaren a estudiar detingudament els èxits i fracassos dels seus homòlegs internacionals més destacats mentre intentaren guanyar conversos dels moviments ecologistes radicals i nacionalistes blancs dels Estats Units.
Un informe de desembre de 2008 de Political Research Associates, descrit com "un grup de pensament progressista amb seu a Massachusetts", va afirmar que "el perill que representen els anarquistes nacionals no es troba en la seva força política marginal, sinó en el seu potencial per mostrar una manera innovadora que els grups feixistes puguin tornar a marcar-se i reiniciar el seu projecte sobre una nova base, ja que han abandonat moltes pràctiques feixistes tradicionals, inclòs l'ús de referències neonazis més explícits. Al [seu] lloc ofereixen un enfocament més atenuat i sofisticat […] sovint afirmant no ser "feixistes" en absolut". De la mateixa manera, els anarquistes, que són antiracistes, són conscients que els anarquistes nacionals "intenten infiltrar-se i explotar la seva escena" almenys des del 2005. L'entrisme, definit com "el nom donat al procés d'entrar o infiltrar-se en organitzacions, institucions i partits polítics de bona fe amb la intenció d'aconseguir-ne el control per als nostres propis fins", és una de les principals tàctiques dels anarquistes nacionals. A The Case for National-Anarchist Entryism, Southgate va demanar als nacional-anarquistes que entressin a grups polítics i després "els dirigissin malament o interrompessin la seva direcció per tal que els propòsits d'aquestes organitzacions i seccions acabessin redirigint-se cap a la nostra causa".
El 28 de desembre de 2008, els membres de BANA, vestits amb dessuadores amb caputxa estampades amb el missatge "Smash All Dogmas" a l'esquena i "New Right" a les dues mànigues, es van unir a "una protesta de diversos milers de persones contra el bombardeig d'Israel a la Franja de Gaza. Practicant l'entrisme en tota regla, van marxar entre grups que portaven la bandera palestina i la bandera de l'orgull gai, mentre cridaven: "F---, F---, F--- Zionism!". Més tard, els membres de BANA van començar a portar "una bandera negra amb la lletra Q a una cantonada" en referència a "l'afirmació de Yeoman que els seus avantpassats van muntar amb Quantrill's Raiders, un grup guerriller pro-confederat notòriament violent que va lluitar pel control de l'estat fronterer de Missouri durant la Guerra Civil". Els membres de BANA segueien Julius Evola, descrit com "un escriptor italià esotèric i "racista espiritual" mitificat pels feixistes moderns", en creure's "en revolta contra el món modern". El lloc web de BANA inclogué "entrades de bloc llargues que predeien el col·lapse imminent del liberalisme multicultural" i duien notes on "s'elogiava grups secessionistes neoconfederats com la Lliga del Sud i la República de Carolina del Sud". Part del contingut del lloc web seria vist com a irònic malgrat que no era aquesta la seva intenció. Per exemple, BANA exaltava la ciutat blanca de lliri de Mayberry la sèrie de televisió de la dècada de 1960 The Andy Griffith Show com "una societat anarquista realitzada"".
Casey Sanchez, escrivint per al Southern Poverty Law Center, argumentà que el nacional-anarquisme "és realment només un projecte nacionalista blanc més". Segons Sanchez, els anarquistes nacionals defensen "el separatisme racial i la puresa racial blanca i també són ferotgement antigais i anti-Israel". BANA preveu "una futura guerra racial que condueixi a enclavaments neotribals només per a blancs que s'anomenen 'zones autònomes nacionals'". El cofundador de BANA, Andrew Yeoman, va dir a l'Informe d'Intel·ligència que "som separatistes racials per diverses raons, com ara el nostre desig de mantenir la nostra continuïtat cultural, el principi d'associació voluntària i com a mesura d'autodefensa per protegir-nos mútuament de ser víctimes de crims d'altres races". Sánchez descriu que els membres de BANA "i altres anarquistes nacionals amb idees afins" ocultaven "el seu fanatisme amb el llenguatge de l'ecologisme radical i el tribalisme místic, atraient reclutes tant de l'extrema dreta com de l'extrema esquerra". Sánchez cità Yeoman dient que BANA és "un grup extremadament divers, on tenim exliberals, exneocons, tenim partidaris de Ron Paul, tenim exskinheads, i tenim gent apolítica que s'ha enganxat a les nostres causes".
El primer de maig de 2010, BANA va participar en la marxa del Golden Gate Minuteman Project davant de l'Ajuntament de San Francisco en suport de l'Arizona SB 1070, un projecte de llei del Senat contra la immigració. La marxa va tenir lloc durant les manifestacions del Dia Internacional dels Treballadors com un intent de contrarestar la protesta massiva contra el projecte de llei al districte de Mission, San Francisco. Els mitjans locals van informar que Yeoman i altres quatre nacionalanarquistes van ser agredits físicament per uns deu manifestants quan abandonaven la marxa.
Segons Matthew N. Lyons, "la llibertat de la tirania del govern sempre ha estat un tema central de la política de dreta als Estats Units". Lyons cita que "el Ku Klux Klan original que va denunciar el 'despotisme militar del nord'" i el moviment del Tea Party, "que vilipendien a Barack Obama com una combinació de Hitler i Stalin", com a exemples de la dreta radical, de la qual forma part el nacional-anarquisme, que ha invocat "el mal del gran govern tant per atreure el suport popular com per justificar les seves pròpies polítiques opressores". Lyons descriu "l'auge de l'anomenat nacional-anarquisme (NA), una branca del neonazisme britànic que recentment ha guanyat un petit, però ràpid creixement als Estats Units", escrivint que els nacional-anarquistes defensen "un sistema descentralitzat de" enclavaments tribals basats en el "dret de totes les races, ètnies i grups culturals a organitzar-se i viure per separat". Mentre critiquen "l'estatisme tant d'esquerra com de dreta, inclòs el feixisme clàssic", els nacional-anarquistes "participen en xarxes neonazis com Stormfront.org i promouen teories de la conspiració antijueva dignes dels Protocols dels Ancians de Sió". Segons Lyons, l'antiestatisme és "una part clau de l'atractiu del nacional-anarquisme i l'ajuda a desviar la càrrega del feixisme".

### Keith Preston
El nord-americà Keith Preston, és company de viatge del moviment anarquista nacional que promou un autoritari antiestatista "síntesi eclèctica" anomenada "anarco-pluralisme" i advocant per "una aliança revolucionària dels llibertaris d'esquerra i dreta contra l'imperialisme nord-americà i l'estat", argumenta que malgrat l'antiamericanisme dels nacional-anarquistes europeus i el patriotisme dels paleoconservadors nord-americans, els ideals clàssics americans de la democràcia jeffersoniana són conciliables amb el nacional-anarquisme a causa dels seus valors comuns, és a dir, agrarisme, localisme, regionalisme i valors tradicionals. L'oposició de Preston a l'opressió està vinculada només a l'estat, argumentant que "l'estat és una força única per a la destrucció". A The Thoughts That Guide Me: A Personal Reflection (2005), Preston va escriure que "el que defenso no és tant l'anarquista com l'"anarca", l'individu superior que, per pura força de voluntat, s'eleva per sobre del ramat desafiant i menyspreant tant les ovelles com els seus amos". Preston és descrit com "la força en moviment darrere" del lloc web antiestatal Attack the System i de la American Revolutionary Vanguard, la seva organització afiliada".
Segons Matthew N. Lyons, “la relació de Preston amb el feixisme és molt més propera del que ell reconeix. Tot i que no té l'impuls del feixisme per imposar una única visió ideològica a totes les esferes de la societat, ofereix una forma estretament relacionada de populisme revolucionari de dreta. Per sobre de tot, Preston i els seus aliats de dretes encarnen el principal perill associat al feixisme: avançar-se a l'esquerra radical com a principal força d'oposició revolucionària". Lyons descriu Preston com "un escriptor intel·ligent i prolífic" que s'ha "consolidat durant l'última dècada com una veu respectada en els cercles llibertaris, paleoconservadors i de la 'dreta alternativa'", per tant, "d'alguna manera encara més perillós" perquè "representa una reelaboració sofisticada de la política d'extrema dreta que és flexible, inclusiva i apel·la a valors generalitzats com ara 'viure i deixar viure'", amb el potencial de crear un pont que és diferent de la majoria de les ideologies d'extrema dreta entre les anarquistes i "una gran varietat de corrents de dretes com els nacionalistes blancs, els grups patriotes / milícies, les dretanes cristianes, […] i fins i tot alguns anarquistes d'esquerra, els bioregionalistes / ecologistes liberals i els nacionalistes de grups de color".
Tot i que reivindica "moltes idees d'esquerra en la seva filosofia política i aparentment encara està en contacte amb alguns esquerrans reals", a diferència d'altres ultradretans que defensen la Tercera Posició, Lyons descriu Preston com un "antic anarquista d'esquerra", argumentant que la seva política "són fonamentalment de dretes amb una brillantor d'esquerres". Tot i que defensa la seva opció de "col·laborar amb racistes i teòcrates", Preston ha demanat, no obstant això, "una purga, si no un pogrom total" en un esforç "per impulsar els blancs, les feministes i els activistes queer antiracistes del moviment anarquista" per "atreure més joves rebels a les nostres files", encara que Preston va afirmar més tard que els crítics s'havien pres aquesta afirmació "massa seriosament". Lyons descriu Preston com "un individualista que no defensa directament el determinisme racial i el separatisme dels seus amics els nacional-anarquistes". Lyons descriu que la crida de Preston a una estratègia "pansecessionista" es basa en "una coalició d'aquells de tot l'espectre polític que volen crear enclavaments polítics separats i autogovernats lliures" del govern nord-americà i del control imperialista. Lyons inclou "marxistes-leninistes, separatistes blancs, llibertaris, neoconfederats, activistes pels drets indígenes , dretans cristians , derechistes islàmics, militants ecologistes i jueus ortodoxos antisionistes" com a "una àmplia gamma de socis potencials" per a la "pantalla" de Preston i la seva estratègia secessionista.
Preston adopta una visió conservadora de la naturalesa humana i la societat, els principis de la qual inclouen "la desigualtat natural de les persones tant a nivell individual com col·lectiu, [i] la inevitabilitat i la legitimitat de l'alteritat". Preston es descriu com a "durament crític amb l'igualitarisme i l'universalisme de l'esquerra. En canvi, ofereix una filosofia elitista i antihumanista que es fa ressò de Friedrich Nietzsche, Ernst Jünger i Ayn Rand". Tot i que afirma que seria un error "veure l'elitisme de Preston com una màscara de fanatisme contra qualsevol grup específic de persones", Lyons argumenta que "els prejudicis estàndard de la dreta s'introdueixen periòdicament a la seva prosa". Lyons afirma que "Preston només reconeix l'opressió per raça, gènere, sexualitat o altres factors en la mesura que aquests siguin promoguts directament per l'estat, particularment mitjançant la discriminació legal i formal contra grups específics de persones", ignorant o banalitzant "la densa xarxa d'institucions i relacions opressores que existeixen fora de l'estat i, de vegades, en oposició a aquest".
Segons Lyons, "són aquests sistemes d'opressió basats en la societat, no la intervenció de l'estat, els que perpetuen les disparitats dramàtiques de riquesa entre els blancs i les persones de color, la violència domèstica generalitzada que s'apunta de manera aclaparadora a les dones i les taxes de suïcidi molt més altes entre els adolescents LGBT que adolescents heterosexuals, entre molts altres exemples". Lyons argumenta, a més, que el simple fet de "desmantellar l'estat central no abolirà altres sistemes d'opressió. Simplement, crearà un buit de poder on puguin funcionar d'una manera més fragmentada i no regulada. Aquesta és una recepta per al senyor de la guerra, una societat caòtica on qualsevol persona amb prou força física pot fer les regles". En contrast amb Preston, Lyons conclou que "[l']autoritarisme no requereix un gran estat centralitzat, sinó que pot operar a qualsevol escala, com ara una regió, un barri o una família. Sense cap programa d'alliberament excepte acabar amb el gran govern, el pan-secessionisme", tal com defensaven els nacional-anarquistes com Preston, "fomentaria moltes societats autoritàries a menor escala".

## Ideologia
El concepte revolucionari conservador de l'anarquisme tal com l'articula el filòsof alemany Ernst Jünger és fonamental per al nacional-anarquisme. Els nacional-anarquistes subratllen que el "nacionalisme artificial" de l'estat nació al qual diuen oposar-se s'ha de distingir del "nacionalisme natural" primordial del poble (volk) que creuen que en les seves expressions més coherents és un rebuig legítim de les dues dominacions estrangeres (imperialisme) i dominació interna (estatisme). Els nacional-anarquistes veuen el "capitalisme global americà", el consumisme, la globalització, la immigració, el liberalisme, el materialisme, la modernitat, el multiculturalisme, el multiracialisme i el neoliberalisme com les principals causes del declivi social de les nacions i la identitat cultural. Proposen una aliança estratègica i ideològica de nacionalistes i separatistes ètnics i racials d' arreu del món (especialment al Sud global), neoeurasianistes a Rússia, islamistes als països de majoria musulmana i antisionistes d'arreu per resistir el Nou Ordre Mundial: la globalització vista com un instrument de l'imperialisme nord-americà i el canard antisemita de la banca internacional dominada pels jueus, que porta inevitablement al col·lapse econòmic global i al col·lapse ecològic.
El nacional-anarquisme expressa el desig de reorganitzar les relacions humanes amb èmfasi en la substitució de les estructures jeràrquiques de l'estat i del capitalisme per la presa de decisions de la comunitat local. No obstant això, alguns anarquistes nacionals posen l'accent en la restauració del "ordre natural" i apunten cap a una descentralització de l'ordre social, on cada nova tribu construeix i manté una zona autònoma permanent per a una autosuficients comuna que és políticament meritocràtic, econòmicament pre-capitalista, ecològicament sostenible i socialment i culturalment tradicionals. Afirmant el dret a la diferència, els nacional-anarquistes defensen públicament un model de societat en què les comunitats que vulguin practicar el separatisme racial, ètnic, religiós i/o sexual puguin conviure pacíficament al costat de comunitats mixtes o integrades sense necessitat de força. Els nacional-anarquistes afirmen que les "zones autònomes nacionals" (NAZ) podrien existir amb les seves pròpies regles de residència permanent sense les estrictes divisions ètniques i la violència defensades per altres formes de nacionalisme ètnic de "sang i terra".
Alguns dels principals nacional-anarquistes han afirmat en el passat que havien concebut originalment la idea d'establir NAZ només per a blancs que s'han segregat de l'economia de l'estat com a zones prohibides per a grups ètnics i autoritats estatals no benvinguts. Segons la seva opinió, es tractava d'una estratègia insurreccional per fomentar el desordre civil i les tensions racials com a preludi essencial de la guerra civil racial i el col·lapse del sistema capitalista global. Els nacional-anarquistes com Keith Preston defensen "una visió del canvi revolucionari que se centra a substituir els estats nació centralitzats per una varietat diversa d'entitats polítiques a petita escala". D'acord amb Preston, l'"anarco-pluralisme" és "antiuniversalista" perquè "es rebutja l'opinió que hi ha un sistema de 'correcta' de la política, l'economia o la cultura que s'aplica molt menys obligatori per a totes les persones en tot moment i en tots els llocs". Segons aquesta visió, “qualsevol grup de persones es podria organitzar i governar com volgués, sempre que deixin la llibertat d'altres col·lectius per fer el mateix. Aquestes unitats d'autogovern es podrien basar en l'ètnia, la religió, el gènere, l'orientació sexual, la filosofia política o la pràctica cultural". Per a aquests nacional-anarquistes, aquest és "el millor mètode possible per evitar les tiranies i els abusos dels estats generals del Leviatan, i acomodar les diferències irreconciliables sobre qualsevol nombre de qüestions que totes les societats contenen inevitablement".
Pel que fa a les opinions culturals i religioses, els nacional-anarquistes estan influenciats pel tradicionalisme radical i el racisme espiritual de Julius Evola, que demanava una «revolta contra el món modern». Els nacional-anarquistes tenen una visió pessimista de la cultura occidental moderna, però amb optimisme creuen que "la decadència d'Occident" obrirà el camí perquè el seu materialisme sigui eliminat i substituït per l'idealisme de la tradició primordial. Encara que alguns s'adhereixen a una forma d'identitat cristiana, la majoria dels seus membres dins del moviment nacional-anarquista rebutgen el cristianisme perquè aquests nacional-anarquistes creuen que és una religió semítica que va usurpar el llegat racial "ari" del mitraisme com a religió històricament dominant i sistema moral d'Occident. Els nacional-anarquistes adopten un anarquisme espiritual basat en diferents formes de neopaganisme, ocultisme i la religió ètnica del misticisme nacional, especialment el paganisme racial nòrdic, que consideren expressions genuïnes de l'espiritualitat, la cultura i la identitat occidentals que també poden servir com a antídot per a la socialitat i els efectes alienants de la cultura de consum. Els nacional-anarquistes consideren el separatisme racial i la revitalització cultural a través de l'establiment de confederacions de comuns neo-völkisch autònomes com l'última barrera contra la barreja racial globalitzada i l'homogeneïtzació cultural.

## Posició en l'espectre polític
Els estudiosos que han examinat el nacional-anarquisme el consideren dreta radical.
En el seu assaig de 2003 From Slime Mold to Rhizome: An Introduction to the Groupuscular Right, Roger Griffin va argumentar que el nacional-anarquisme és un segment de la dreta grupuscular que ha evolucionat cap a una "resíntesi del laberint" entre "feixisme clàssic, tercer posicionisme, neo-anarquisme i nous tipus de política antisistèmica nascudes del moviment antiglobalització", la principal innovació ideològica del qual és un ultranacionalisme palingenètic sense estat.
En el seu assaig de 2005 Coopting the Counter Culture: Troy Southgate and the National Revolutionary Faction, descrit com un "estudi de cas de la National Revolutionary Faction (NRF)" que "ofereix un exemple saludable del nucli sincrètic convincent del feixisme i la seva capacitat de produir síntesis noves i pragmàtiques", Graham D. Macklin va argumentar que el concepte revolucionari conservador de l'anarquia sanciona el canvi de forma ideològica i el sincretisme desenfrenat del nacional-anarquisme, permetent als seus seguidors afirmar que han transcendit la dicotomia de la política convencional per abraçar la política superior en formes que estan "més enllà d'esquerra i dreta". Al temps que afirmava que anarquistes afirmen nacionals per promoure "un anti-capitalisme i anti-marxisme 'anarquista' en l'agenda radical de les comunitats rurals autònoms dins d'un marc paneuropeu descentralitzat", Macklin va argumentar, a més, que malgrat una capacitat proteica per al canvi, els grupúscles de la dreta conserven alguns principis que ell anomena valors feixistes bàsics (anticomunisme, antiliberalisme, antimarxisme, acció directa violenta, palingènesi, tercer posicionisme i ultranacionalisme), descrivint el nacional-anarquisme com a "racisme anticapitalista" i "racisme comunitari". Macklin conclou que el nacional-anarquisme és una síntesi de l'anarcoprimitivisme i el conservadorisme tradicionalista radical de Julius Evola en una "revolta contra el món modern". Macklin conclou que "[e]i tot i que l'impacte de Southgate en les preocupacions contraculturals d'esquerra ha estat completament insignificant, aquest estudi de cas del canibalisme intel·lectual desenfrenat de la NRF mostra que el feixisme grupuscular representa un perill clar, especialment per a les subcultures ecològiques els valors de les quals són profundament diferents de l'agenda ecològica plantejada per l'extrema dreta. […] Si cal tenir en compte aquest article, aleshores els moviments anarquistes, ecologistes i de justícia global han de mantenir-se en guàrdia per assegurar-se que la revolució no sigui nacional-bolxevista”.
En el seu llibre de 2005 The Radical Right in Britain: Social Imperialism to the BNP, Alan Sykes va argumentar que el nacional-anarquisme representa una evolució més en el pensament de la dreta radical en lloc d'una dimensió completament nova, una resposta a la nova situació del difunt. I sorgeix en un segle XX en què el procés de globalització (cultural, econòmica i política) i l'aparent triomf del capitalisme materialista en forma de materialisme econòmic i neoliberalisme a escala global requereix una major afirmació de la centralitat del nacionalisme ètnic antimaterialista i idealista.

## Anàlisi i recepció
El nacional-anarquisme té crítiques tant a l'esquerra com a la dreta de l'espectre polític, ja que tots dos miren la seva política amb escepticisme, si no amb hostilitat absoluta, principalment a causa de l'amenaça multifacètica que conclouen que representa. L'anàlisi acadèmica afirma que el nacional-anarquisme és un "cavall de Troia per al nacionalisme blanc" i representa el que molts antifeixistes veuen com la nova cara potencial del feixisme. Aquesta anàlisi argumenta que es tracta d'una forma de criptofeixisme que espera evitar l'estigma del feixisme clàssic apropiant-se de símbols, consignes i postures del moviment anarquista alhora que es dedica a l'entrisme per injectar alguns valors feixistes bàsics en els moviments antiglobalització i ecologistes. Segons els estudiosos, els nacional-anarquistes esperen allunyar els membres dels grups nacionalistes blancs tradicionals a la seva pròpia síntesi d'idees que els nacional-anarquistes diuen que no són "ni d'esquerra ni de dreta". Alguns estudiosos també adverteixen que el perill que representen els nacional-anarquistes no es troba en la seva força política marginal, sinó en el seu potencial per mostrar una manera innovadora en què els grups neofeixistes poden canviar de marca i reiniciar el seu projecte d'una altra manera per anticipar-se als radicals d'esquerra com a principal força d'oposició revolucionària. Fins i tot si els resultats són modests, això pot alterar els moviments socials d'esquerra i el seu enfocament en l'igualitarisme i la justícia social, en lloc de difondre idees separatistes basades en l'antifeminisme, l'antisemitisme, l'heterosexisme, la fal·làcia naturalista i el racisme entre els activistes de base.
Els estudiosos han informat com els crítics d'extrema dreta argumenten que els neonazis que s'uneixen al moviment nacional-anarquista els portarà a perdre el crèdit pels èxits de la seva lluita antisionista si és cooptat pels anarquistes. També van assenyalar com aquests crítics d'extrema dreta argumenten que els nacional-anarquistes volen l'elegància militant d'anomenar-se anarquistes sense el bagatge històric i filosòfic que acompanya aquesta afirmació, és a dir, el vincle amb els anarquistes jueus del segle xix. Estudiosos com Graham D. Macklin utilitzen apòstrofes quan descriuen l'"anarquisme" dels nacional-anarquistes i escriuen que "malgrat el seu suposat "anarquisme", [es] veu favorablement l'heptarquia de l'Anglaterra anglosaxona com a model de "rei" racial". Macklin descriu nacional-anarquisme com "una síntesi aparentment incongruent de feixisme i l'anarquisme", a més del "pensament revolucionari conservador" ja que és "totalment desproveït de la filosofia social humanista de l'anarquisme, que és rebutjat com 'infectat' amb feminisme, homosexualitat i marxisme". Macklin també argumenta que "[la seva] organització política revela que la NRF s'inspira més a l'"avantguarda revolucionària "leninista que a l'anarquisme".
Estudiosos com Matthew N. Lyons argumenten que la implementació de l'anarquisme nacional no donaria lloc a una expansió de la llibertat com afirmen els seus defensors i que "en realitat promouria l'opressió i l'autoritarisme en unitats a menor escala". Segons Lyons, l'oposició a l'estat dels nacional-anarquistes com Keith Preston es basa en "una filosofia radicalment antihumanista de l'elitisme, la lluita despietada i el menyspreu cap a la majoria de la gent".

### Llibres i articles de revistes
- Dahl, Göran. Radical Conservatism and the Future of Politics.  Londres: SAGE Publications, 1999. ISBN 978-0-7619-5414-9.
- Goodrick-Clarke, Nicholas. Black Sun: Aryan Cults, Esoteric Nazism and the Politics of Identity.  Nova York: New York University Press, 2003. ISBN 978-0-8147-3155-0.
- Griffin, Roger «From Slime Mould to Rhizome: An Introduction to the Groupuscular Right». Patterns of Prejudice, 37, 1, 3-2003, pàg. 27–63. DOI: 10.1080/0031322022000054321.
- Lyons, Matthew N. «Rising Above the Herd: Keith Preston's Authoritarian Anti-Statism». New Politics, 7, 3, Summer 2011 [Consulta: 27 juliol 2019].
- Macklin, Graham D. «Co-opting the Counter Culture: Troy Southgate and the National Revolutionary Faction». Patterns of Prejudice, 39, 3, 9-2005, pàg. 301–326. DOI: 10.1080/00313220500198292.
- Preston, Keith. The Failure of Anarchism.  Londres: Black House Publishing, 2003. ISBN 9781910881361.
- Sanchez, Casey. «'National Anarchism': California racists claim they're Anarchists». Intelligence Report, Summer 2009. [Consulta: 2 desembre 2009].
- Sunshine, Spencer «Rebranding Fascism: National-Anarchists». The Public Eye, 23, 4, Winter 2008, pàg. 1–12 [Consulta: 12 novembre 2009].
- Sykes, Alan. The Radical Right in Britain: Social Imperialism to the BNP (British History in Perspective).  Nova York: Palgrave Macmillan, 2005. ISBN 978-0-333-59923-5.
- Whine, Michael «Cyberspace: A New Medium for Communication, Command, and Control by Extremists». Studies in Conflict & Terrorism, 22, 3, 1-1999, pàg. 231–245. Arxivat de l'original el 22 octubre 2006. DOI: 10.1080/105761099265748. Arxivat 22 October 2006[Date mismatch] a Wayback Machine.

### Articles de notícies
- Gulezian, Lisa; Hollyfied, Amy «Thousands across Bay Area protest AZ immigration law». KGO-TV, 01-05-2010 [Consulta: 2 maig 2010]. Arxivat 4 de maig 2010 a Wayback Machine. «Còpia arxivada». Arxivat de l'original el 2010-05-04. [Consulta: 23 gener 2022].
- Mercer, Neil; Chesterton, Andrew «Scaremongering - Fears of violent demonstrations unfounded». The Sunday Telegraph, 09-09-2007, p. 14.
- Smiley, Lauren «Post-immigration march scuffle targets National Anarchists». San Francisco Weekly, 01-05-2010 [Consulta: 2 maig 2010].